# Agrotis scytha
Agrotis scytha är en fjärilsart som beskrevs av Alphéraky 1889. Agrotis scytha ingår i släktet Agrotis och familjen nattflyn. Inga underarter finns listade i Catalogue of Life.